# زاميا روزلية
زاميا روزلية (الاسم العلمي: Zamia roezlii) هي نوع من النباتات تتبع جنس الزاميا من الفصيلة الزامية.